# Edwardes Square

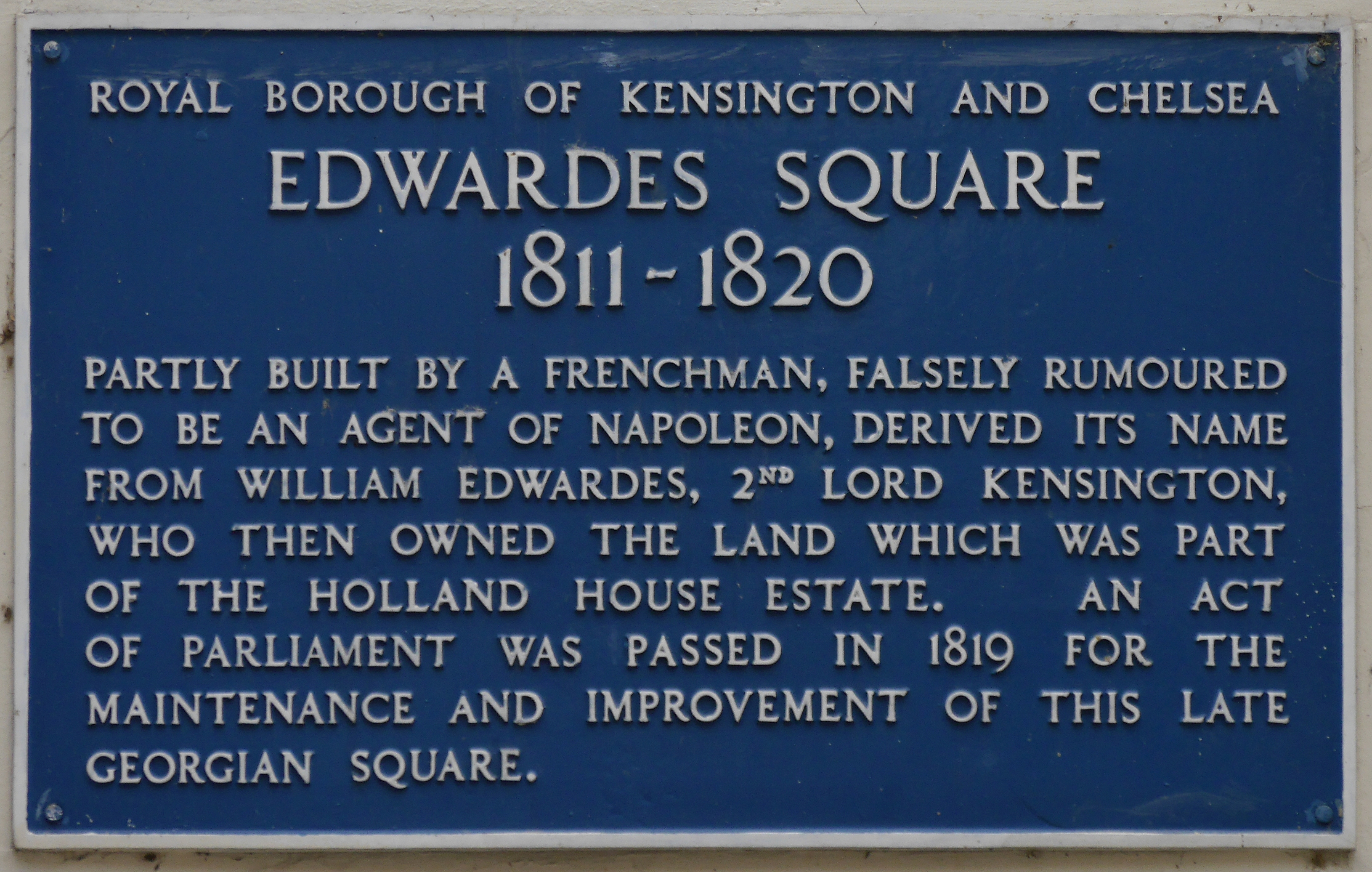
Plaque Edwardes Square

Edwardes Square est un square à Kensington, à Londres. La place a été construite entre 1811 et 1820, et porte le nom de William Edwardes (2e baron Kensington). La place Edwardes est classée Grade II pour son homogénéité et son mérite architectural.

## Jardins
Les jardins communaux ont été aménagés en 1820 et ont une surface de 1,2 hectare. Les jardins sont de grade II * inscrits au Registre des parcs et jardins historiques. Ils ne sont pas ouverts au public  . 

## Résidents notables
Le n°11 était le domicile londonien de l'auteur et humaniste Goldsworthy Lowes Dickinson (1862–1932). Le poète italien Ugo Foscolo a vécu au n°19 entre 1817 et 1818. Le comédien Frankie Howerd a vécu au n°27, de 1966 jusqu'à sa mort en 1992. 
Le Scarsdale Tavern est un pub au n°23A. 